# Mary Vivian Pearce
Pour les articles homonymes, voir Pearce.
Mary Vivian Pearce est une actrice américaine née le 9 novembre 1947. Elle n'a joué que dans les films de John Waters. 
Elle est l'amie d'enfance de John et est la seule, avec Mink Stole, à avoir tourné dans tous ses films.
Elle est considérée comme une des Dreamlanders, la troupe de Waters.
Elle est toujours créditée par son vrai nom, mais dans sa vie personnelle elle est appelée Bonnie.
Son premier film avec Waters fut Hag in a Black Leather Jacket, un court-métrage de 17 minutes. Ce film n'a jamais été commercialisé.
Ses rôles les plus importants furent dans Mondo Trasho, Multiple Maniacs, Pink Flamingos, Female Trouble et Desperate Living. 

## Filmographie

### Cinéma
- 1964 : Hag in a Black Leather Jacket (court métrage, non commercialisé) : la danseuse en body
- 1966 : Roman Candles (court métrage, non commercialisé) : un mannequin
- 1968 : Eat Your Makeup (non commercialisé) : un mannequin kidnappé
- 1969 : Mondo Trasho : la Bombe / Cendrillon
- 1969 : The Diane Linkletter Story (court métrage): Mrs Linkletter
- 1970 : Multiple Maniacs : Bonnie
- 1972 : Pink Flamingos : Cotton
- 1974 : Female Trouble : Donna Dasher
- 1977 : Desperate Living : Princess Coo-Coo
- 1981 : Polyester : la nonne
- 1988 : Hairspray : : Hairhopper Mother
- 1990 : Cry-Baby : la mère du pique-nique (scène coupée)
- 1994 : Serial Mother : l'acheteuse de livres
- 1998 : Pecker : une homophobe
- 2000 : Cecil B. DeMented : family Lady
- 2004 : A Dirty Shame : une ex-accro au sexe
- 2017 : Squirrel (court métrage) : Mrs Mueller, la principale de l'école

### Documentaires
- 1975 : Love Letter to Edie (en)
- 1976 : Edith's Shopping Bag (en)
- 1998 : Divine Trash
- 2005 : Midnight Movies: From the Margin to the Mainstream (en) (images d'archives)
- 2013 : I am Divine